# NGC 4791
NGC 4791 est une galaxie spirale intermédiaire située dans la constellation de la Vierge. Sa vitesse par rapport au fond diffus cosmologique est de 2 843 ± 23 km/s, ce qui correspond à une distance de Hubble de 41,9 ± 3,0 Mpc (∼137 millions d'al). NGC 4791 a été découverte par l'astronome allemand Albert Marth en 1865.
NGC 4791 présente une large raie HI. Selon la base de données Simbad, NGC 4791 est une galaxie LINER, c'est-à-dire une galaxie dont le noyau présente un spectre d'émission caractérisé par de larges raies d'atomes faiblement ionisés.
En raison d'une brillance de surface égale à 14,27 mag/am2, on peut qualifier NGC 4791 de galaxie à faible brillance de surface. Les galaxies LSB sont des galaxies diffuses (D) avec une brillance de surface inférieure de moins d'une magnitude à celle du ciel nocturne ambiant.

## Classification
Les anciennes images de cette galaxie n'ont certes pas permis de lui attribuer une classification certaine. L'image obtenue du relevé SDSS montre que ce n'est certes pas une galaxie irrégulière comme l'indique la base de données NASA/IPAC. Il s'agit probablement d'une galaxie spirale. À la suite d'un examen de cette image, le professeur Seligman conclut qu'il s'agit d'une galaxie de type SAB(r)ab, SBN. L'ajout de SBN indique qu'une faible barre traverse le noyau d'est en ouest. Les lettres AB indiquent qu'il s'agit d'une galaxie spirale intermédiaire et le A est souligné pour indiquer que cette galaxie est plus près d'une non barrée que d'une barrée. Le (r) réfère au fait que les bras spiraux ressemblent plus à un léger anneau irrégulier qu'aux bras réels. Le docteur Corwin souligne que NGC 4791 pourrait être classifié comme SAB(rs)ab, car la structure en spirale est plus évidente sur l'image du relevé Pan-STARRS que l'on peut voir sur le site du professeur Seligman. La barre au centre de la galaxie est aussi plus visible sur cette image.